# Jude Ciccolella
Richard Jude Ciccolella (* 30. November 1947 in Burlington, Vermont) ist ein US-amerikanischer Schauspieler.

## Leben und Karriere
Ciccolella wurde in Vermont geboren, wuchs aber in Albany, New York auf. Sein Vater war Dick Ciccolella, ein lokaler Sportler, der seinen Sohn ebenfalls Sportler werden lassen wollte. Jude Ciccolella studierte allerdings Theaterwissenschaft an der Temple-Universität und schloss diese mit dem Master of Fine Arts ab. In seiner Karriere trat er in verschiedenen Rollen auf, so spielte er als Mert im Film Die Verurteilten mit und in Star Trek: Nemesis als Commander Suran. Auch hatte er Nebenrollen in den Filmen Daredevil, Nacht über Manhattan, Sin City und Kaffee, Milch und Zucker.
Nachdem er in Fernsehserien wie Law & Order, New York Cops – NYPD Blue, CSI: NY und Emergency Room – Die Notaufnahme in Nebenrollen auftrat, bekam er in der Serie 24 die Rolle des Mike Novick, dem Stabschef des Weißen Hauses. Er trat in den ersten beiden Staffeln auf (2001–2003), anschließend spielte er in Alle hassen Chris mit, wurde dort aber ersetzt, um in der vierten und fünften Staffel 24 wieder agieren zu können. Außerdem singt und spielt er Gitarre in seiner The Jude Ciccolella Band.

## Filmografie (Auswahl)
- 1995: Kaffee, Milch und Zucker (Boys on the Side)
- 1997: Law & Order (Fernsehserie, 3 Folgen)
- 1997: Nacht über Manhattan (Night Falls on Manhattan)
- 1998: Das Mercury Puzzle (Mercury Rising)
- 2001–2006: 24 (Fernsehserie)
- 2002: Star Trek: Nemesis
- 2002: Emergency Room – Die Notaufnahme (ER, Fernsehserie, 1 Folge)
- 2003: Daredevil
- 2004: CSI: NY (Fernsehserie, 1 Folge)
- 2004: Criminal Intent – Verbrechen im Visier (Criminal Intent, Fernsehserie, 1 Folge)
- 2004: Terminal (The Terminal)
- 2004: Der Manchurian Kandidat (The Manchurian Candidate)
- 2005: Alle hassen Chris (Everybody Hates Chris, Fernsehserie, 4 Folgen)
- 2005: Sin City
- 2006: Ein vollkommener Tag (A Perfect Day)
- 2008: Boston Legal (Fernsehserie, 1 Folge)
- 2008: Prison Break (Fernsehserie, 3 Folgen)
- 2008–2009, 2011: Navy CIS (NCIS, Fernsehserie, 4 Folgen)
- 2009: Cold Case – Kein Opfer ist je vergessen (Cold Case, Fernsehserie, 1 Folge)
- 2009: The Mentalist (Fernsehserie, 1 Folge)
- 2010: Burn Notice (Fernsehserie, 1 Folge)
- 2011: CSI: Den Tätern auf der Spur (CSI: Crime Scene Investigation, Fernsehserie, 2 Folgen)
- 2011: Dr. House (House, Fernsehserie, 1 Folge)
- 2012: Touch (Fernsehserie, 1 Folge)
- 2014: Matador (Fernsehserie, 8 Folgen)
- 2018: Lethal Weapon (Fernsehserie, 1 Folge)